# دانشگاه چینی هنگ کنگ
دانشگاه چینی هنگ کنگ (به انگلیسی: Chinese University of Hong Kong) یک دانشگاه تحقیقاتی دولتی در شاتین، هنگ کنگ است که در ۱۹۶۳ با کمک اهدایی قوهٔ مقننهٔ هنگ کنگ تأسیس شده است. از نظر قدمت، دومین دانشگاه با سابقهٔ هنگ کنگ است و در آغاز دارای سه پردیس بود – پردیس چونگ چی، پردیس نیو اِشیا، و پردیس متحده- که قدیمی‌ترین آن‌ها متعلق به ۱۹۴۹ است.
امروزه، این دانشگاه دارای نه پردیس و هشت دانشکده است و دانشگاه منحصر به فرد این سرزمین محسوب می‌شود. این دانشگاه دارای دو زبان انگلیسی و چینی است؛ اما در اغلب کلاس‌های پردیس‌های این دانشگاه از زبان انگلیسی استفاده می‌شود. چهار نفر از برندگان جایزهٔ نوبل، مرتبط با این دانشگاه هستند و تنها مؤسسه در هنگ کنگ است که اعضای آن از برندگان جوایز نوبل، تورینگ، مدال فیلدز و وبلن است.